# Alpine (Colorado)
Alpine es un lugar designado por el censo ubicado en el condado de Río Grande en el estado estadounidense de Colorado. En el Censo de 2010 tenía una población de 174 habitantes y una densidad poblacional de 103,56 personas por km².

## Geografía
Alpine se encuentra ubicado en las coordenadas 37°41′16″N 106°35′10″O / 37.68778, -106.58611. Según la Oficina del Censo de los Estados Unidos, Alpine tiene una superficie total de 2.7 km², de la cual 2.7 km² corresponden a tierra firme y (0%) 0 km² es agua.

## Demografía
Según el censo de 2010, había 174 personas residiendo en Alpine. La densidad de población era de 103,56 hab./km². De los 174 habitantes, Alpine estaba compuesto por el 93.1% blancos, el 0.57% eran afroamericanos, el 1.15% eran amerindios, el 1.15% eran asiáticos, el 0% eran isleños del Pacífico, el 2.87% eran de otras razas y el 1.15% pertenecían a dos o más razas. Del total de la población el 11.49% eran hispanos o latinos de cualquier raza.